# Katka (časopis)
Katka je český společenský týdeník pro ženy, který od roku 1995 vydává Burda Praha. Zaměřuje se na společnost a vztahy, životní příběhy, módní a kosmetické trendy i zpravodajství ze světa showbyznysu.
V roce 2014 činila čtenost jednoho vydání 246 tisíc, v roce 2015 pak 182 tisíc. V prvním a druhém čtvrtletí roku 2020, tedy v období poznamenaném koronavirovou pandemií, byl průměrný prodaný náklad časopisu 17 032 výtisků a průměrná čtenost 126 000 čtenářů a čtenářek.